# Gladys Berejiklian
Gladys Berejiklian, née le 22 septembre 1970 à Sydney, est une femme politique australienne, membre du Parti libéral. Elle est Première ministre de la Nouvelle-Galles du Sud de 2017 à 2021.

## Biographie

### Jeunesse et formation
Elle est issue d'une famille d'origine arménienne, Bachelor of Arts (1992), diplômée en études internationales de l'université de Sydney en 1996 et titulaire d'une maîtrise en commerce de l'université de Nouvelle-Galles du Sud en 2001.

### Carrière politique
En 1993, elle rejoint le Parti libéral. En 2003, elle est élue députée à l'Assemblée législative de Nouvelle-Galles du Sud pour la circonscription de Willoughby.
En avril 2011, elle est nommée ministre des Transports dans le gouvernement du Premier ministre Barry O'Farrell. Elle conserve son poste sous son successeur Mike Baird en 2014, avant d'occuper conjointement à partir du 2 avril 2015, les fonctions de trésorière (ministre des Finances) et de ministre des Relations avec l'industrie.

### Première ministre
Après la démission de Mike Baird, elle est élue à la tête du Parti libéral et devient Première ministre de Nouvelle-Galles du Sud le 23 janvier 2017. Elle est la seconde femme à occuper cette fonction après Kristina Keneally de 2009 à 2011.
La Coalition remporte les élections législatives du 23 mars 2019, ce qui permet à Gladys Berejiklian d'être reconduite à la tête du gouvernement.
Suspectée de corruption, elle démissionne en octobre 2021 de son poste de Première ministre et de son siège de députée.

#### Incident avec Emmanuel Macron
Le Daily Telegraph choisit dans son édition du 3 mai 2018 de représenter le président de la République française Emmanuel Macron par Pépé, un personnage de cartoons au fort accent français, connu pour sa drague désespérée et sa mauvaise odeur. Pour justifier sa comparaison, le quotidien dépeint le président français comme un homme qui « murmurait aux oreilles des premières dames du monde entier », « flirte avec Gladys Berejiklian ».